# Indiaas gevlekt dwerghert
Het indiaas gevlekt dwerghert (Moschiola indica)  is een zoogdier uit de familie van de dwergherten (Tragulidae). De wetenschappelijke naam van de soort werd voor het eerst geldig gepubliceerd door Gray in 1852.

## Voorkomen
De soort komt voor in India.